# Messier 86
Messier 86 (znana również jako M86 lub NGC 4406) – wielka galaktyka eliptyczna znajdująca się w gwiazdozbiorze Panny. Odkrył ją i skatalogował 18 marca 1781 francuski astronom Charles Messier. Należy do gromady galaktyk w Pannie i jest położona w jej centrum. Wchodzi w skład Łańcucha Markariana.
W październiku 2008 dzięki mozaice obrazów uzyskanych w Obserwatorium Kitt Peak zaobserwowano długie na 400 tysięcy lat świetlnych włókno zjonizowanego wodoru łączące M86 z galaktyką spiralną NGC 4438. Włókno to jest skutkiem następującego z dużą prędkością zderzenia pomiędzy tymi galaktykami.

## Charakterystyka fizyczna
M86 znajduje się w odległości ok. 56 mln lat świetlnych (ok. 17 megaparseków) od Ziemi.
Jasność obserwowana M86 wynosi ok. 9,8 wielkości gwiazdowych, natomiast jej wymiary obserwowane to ok. 8,9' × 5,8′.
Szacuje się, że galaktyka ta zawiera około 2660 gromad kulistych.

## Oznaczenia alternatywne
| - M 86 - NGC 4406 - UGC 7532 - [DLB87] V5 - [DSB94] 269 - 2E 1223.6+1312 - 2E 2707 - 1ES 1223+13.2 - GIN 780 - IRAS F12234+1315 - IRAS 12234+1315 | - LEDA 40653 - [M98c] 122339.7+131325 - MCG+02-32-046 - NAME FAUST V051 - [SBF2003] M86 FIR 1 - [TH2002] 3 - [TT2002] Virgo 1 - VCC 881 - VPC 454 - Z 1223.7+1314 - Z 70 - 72 |